# 제임스 네일
제임스 오브리 네일(James Aubrey Naile, 1993년 2월 8일~)은 미국의 야구 선수이자, 현 KBO 리그 KIA 타이거즈의 투수이다.

## 미국 프로야구 시절
2022년에 세인트루이스 카디널스에 입단하였다.

## 한국 프로야구 시절

### KIA 타이거즈시절
2024년에 마리오 산체스, 토마스 파노니를 대체할 외국인 투수로 영입되었다.